# John Martin (sångare)
John Martin Lindström, född 22 augusti 1980 i Brännkyrka församling i Stockholm, är en svensk Grammynominerad låtskrivare och artist. Han är känd för sina samarbeten med Swedish House Mafia, Avicii och Martin Garrix, samt som soloartist under eget namn.

## Biografi
John Martin Lindström föddes 22 augusti 1980 och växte upp i Stockholm. Han är son till en rallyförare, men valde att satsa på musiken i stället för motorsport. Genom sin äldre bror blev han under de tidiga tonåren introducerad för grungen och Seattles rockscen. Vid 13 års ålder fick han sin första elgitarr och startade rockbandet Steroids med sina klasskamrater, som till en början bara spelade Nirvana-covers. Efter ett år började bandet skriva egna låtar och började snart uppträda på skolfester och lokala barer. Under mitten av 2000-talet blev Steroids en del av Stockholms alternativa rockscen, kända för sina kaotiska liveframträdanden. Bandet signade ett skivkontrakt och spelade in ett album, som aldrig gavs ut. 

## Artist
Under Steroids sista år som band träffade John Martin låtskrivaren Michel Zitron under en utekväll i källaren på Berns. De två inledde snart ett fruktsamt musikaliskt samarbete och skrev tillsammans med Swedish House Mafia låten Save the World som släpptes den 22 april 2011. 
Låten nådde en tiondeplats på den brittiska topplistan ”UK single chart”, och peakade som listetta på den amerikanska topplistan ”Hot Dance Club Songs”. Samma år nominerades Save The World till en Grammy för ”Best Dance Recording. Året därpå arbetade John Martin återigen med Swedish House Mafia med Don’t You Worry Child. 
Låten blev en enorm hit när den släpptes den 11 september 2012 och hamnade på ”US Billboard” topp-tio-lista, en bedrift som inget svenskt band har lyckats med sedan 1998. Även Don’t You Worry Child nominerades till en Grammy.
Genom samarbetet med Swedish House Mafia etablerade sig John Martin som en av den elektroniska dansmusikens mest framstående sångare och låtskrivare. Tillsammans med DJ-gruppen har han turnerat världen runt och uppträtt på arenor som Alexandra Palace i London och Madison Square Garden i New York, samt inför totalt 135 000 personer över tre dagar på Friends Arena i Stockholm.
Under 2013 arbetade John Martin med Tenie Tempah och bidrog med text och sång till hans låt Children of the Sun som släpptes den 25 oktober. Låten nådde en sjätteplats på den brittiska topplistan ”UK Singles Chart”. Samma år medverkade han även på Reload av Sebastian Ingrosso och Tommy Trash. 2014 beslutade John Martin att satsa helt på sin solokarriär som artist och skrev på för skivbolaget Island Records, som är kända för att ha representerat artister som Bob Marley och U2. I en intervju med Dagens Nyheter säger han: ”Jag hade inte kunnat vänta längre. Mina fans blir fler och fler. Det har ju inte varit helt tydligt vem jag faktiskt är. Jag har inte varit frontfigur, inte figurerat i videorna, utan bara varit ett namn och en röst. Nu vill jag visa vem jag är.” Singeln Anywhere for You, som släpptes under våren 2014, nådde en fjärdeplats på den brittiska danslistan ”UK Dance” och sålde platina i Sverige. Trots framgången släpptes aldrig albumet.
Efter en paus från musiken samarbetade John Martin under 2020 med Martin Garrix på singeln Higher Ground och med Gryffin på CRY. 2011 arbetade han återigen med Martin Garrix på Won’t Let You Go, samt tillsammans med David Guetta på Impossible och den brasilianska artisten ALOK på Wherever You Go. 2022 och 2023 bidrog han med text och sång till Steve Aokis låtar Whole Again och Wont Forget This Time.  Den 24 augusti 2023 släppte John Martin tillsammans med den ukrainska duon ARTBAT Coming Home. Låtens musikfilm, som regisserades av Pavel Buryak, visar ukrainska soldater som kommer hem från kriget och återser sina familjer.

## Låtskrivare
Utöver de projekt han både skrivit text och varit sångare på, har John Martin skrivit låtar med en rad artister som Avicii (Fade into Darkness), Martin Garrix (Home, Hold On, Real Love, Carry You, Together), Alesso (In My Blood), Afrojack (We’ll Be Ok), Bob Moses (Love Brand New, Time and Time Again), Julian Lennon (Lucky Ones), Josef Salvat (Promiscuity), Danny Saucedo (Happy That You Found Me), RLY (Safe & Sound, Ring The Alarm), New Hope Club (Let Me Down), Kat Cunning (Broken Heart), Felix Jaehn (Never Alone), Style of Eye (Sweetest Heartache), Alice Chater (Girls X Boys). 

## VCATION
2018 lanserade John Martin, tillsammans med Michel Zitron, musikprojektet VCATION genom att släppa singeln Lay Low. Med VCATION sökte duon ett mer organiskt och avslappnat ljud än i deras tidigare EDM-låtar. Projektet har sedan dess gett ut flera låtar, inklusive When We Were Gold, Stairway to the Sun, Love You Long Time, Rise Up, Let U Go och Miss U. 

## Diskografi
| År   | Artist                           | Titel                     | Roll                    | Noteringar      |
| ---- | -------------------------------- | ------------------------- | ----------------------- | --------------- |
| 2011 | Swedish House Mafia              | "Save the World"          | Textförfattare, sångare |                 |
| 2011 | Avicii                           | "Fade into Darkness"      | Textförfattare          | Grammynominerad |
| 2012 | Swedish House Mafia              | "Don't You Worry Child"   | Textförfattare, sångare | Grammynominerad |
| 2013 | Sebastian Ingrosso & Tommy Trash | "Reload (Vocal Version)"  | Sångare                 |                 |
| 2013 | Tinie Tempah                     | "Children of the Sun"     | Demonstration           |                 |
| 2014 | John Martin                      | "Anywhere for You"        | Textförfattare, sångare |                 |
| 2014 | John Martin                      | "Love Louder"             | Textförfattare, sångare |                 |
| 2014 | Style of Eye                     | "Sweetest Heartache"      | Låtskrivare             |                 |
| 2014 | Afrojack                         | "We'll be ok"             | Textförfattare          |                 |
| 2015 | Alesso                           | "In my blood"             | Textförfattare          |                 |
| 2015 | Ella Eyre                        | "Together"                | Textförfattare          |                 |
| 2016 | Martin Garrix                    | "Together"                | Textförfattare          |                 |
| 2018 | VCATION                          | "Lay Low"                 | Textförfattare, sångare |                 |
| 2018 | VCATION                          | "When We Were Gold"       | Textförfattare, sångare |                 |
| 2018 | Alice Chater                     | "Girls X Boys"            | Textförfattare          |                 |
| 2019 | Felix Jaehn, Mesto               | "Never Alone"             | Textförfattare          |                 |
| 2019 | Martin Garrix                    | "Home"                    | Textförfattare          |                 |
| 2019 | Martin Garrix                    | "Hold On"                 | Textförfattare          |                 |
| 2020 | Martin Garrix                    | "Higher Ground"           | Textförfattare, sångare |                 |
| 2020 | VCATION                          | "Stairway to the sun"     | Textförfattare, sångare |                 |
| 2021 | Martin Garrix                    | "Won't Let You Go"        | Textförfattare, sångare |                 |
| 2021 | David Guetta                     | "Impossible"              | Textförfattare, sångare |                 |
| 2021 | ALOK                             | "Wherever You Go"         | Textförfattare, sångare |                 |
| 2022 | VCATION                          | "Let U Go"                | Textförfattare, sångare |                 |
| 2022 | VCATION                          | "Miss U"                  | Textförfattare, sångare |                 |
| 2022 | VCATION                          | "Rise Up"                 | Textförfattare, sångare |                 |
| 2022 | Steve Aoki                       | "Won't Forget This Time"  | Textförfattare, sångare |                 |
| 2022 | Bob Moses                        | "Love Brand New"          | Textförfattare          |                 |
| 2022 | Bob Moses                        | "Time and Time Again"     | Textförfattare          |                 |
| 2022 | Juliann Lennon                   | "Lucky Ones"              | Textförfattare          |                 |
| 2022 | Carlos Sean                      | "Ride"                    | Textförfattare          |                 |
| 2022 | Topic                            | "Follow"                  | Textförfattare          |                 |
| 2022 | Josef Salvat                     | "Promiscuity"             | Textförfattare          |                 |
| 2023 | Steve Aoki                       | "Won't Forget This Time"  | Textförfattare, sångare |                 |
| 2023 | Martin Garrix                    | "Real Love"               | Textförfattare          |                 |
| 2023 | ARTBAT                           | "Coming Home"             | Textförfattare, sångare |                 |
| 2023 | Georgia Ku                       | "A Little More Lost"      | Textförfattare          |                 |
| 2024 | Danny Saucedo                    | "Happy That You Found Me" | Textförfattare          |                 |
| 2024 | RLY                              | "Safe & Sound"            | Textförfattare          |                 |
| 2024 | RLY                              | "Ring The Alarm"          | Textförfattare          |                 |
| 2024 | Martin Garrix                    | "Carry You"               | Textförfattare          |                 |